# Országos Doktori Jegyzék
Az Országos Doktori Jegyzék a „Fiatal Magyar Tudósok (igen szelektált, online elérhető) Virtuális Arcképcsarnoka”, amelyet a Doktoranduszok Országos Szövetsége (DOSz) működtet az Informatikai és Hírközlési Minisztérium támogatásával.

## Az Országos Doktori Jegyzék
„A honlapon a PhD fokozatot szerzett ifjú kutatók számára biztosítanak megjelenési lehetőséget, hogy a személyes tudományos munka és az egyetemek doktori iskoláiban folyó kutatómunka eredményeit, sikereit naprakészen dokumentálják és népszerűsítsék.
A korábban nyomtatásban is kiadott Országos Doktori Jegyzék tematikáját követő internetes adatbázisban a doktoráltak szakmai önéletrajzát, legfontosabb publikációinak felsorolását és a doktori munkát leíró rövid ismertetőt teszik közzé. Tudományáganként besorolt tárgyszójegyzék és keresők állnak a rendelkezésre a tudományos eredmények között kutakodni vágyók számára.
Naprakész statisztikai kimutatások olvashatók a doktoráltak életkoráról, nyelvismeretéről, a doktori képzés átlagos időtartamáról és hasonló adatokról. Amennyiben valaki rendelkezik PhD fokozattal, és hasznosnak véli az adatbázisban megjelentetni tudományos munkáinak részleteit, regisztrálhatja magát az oldalon. Az adatbázis angol és magyar nyelven is elérhető.” (Idézet)

## Kritika
Ennek az Európai Unió jelentős támogatásával létrejött projektnek azonban hivatalosnak kellene lennie, s számos nemzetközi pályázat esetén a magyarul nem értő bírálók a pályázati adatok ellenőrzésekor ezen projekt angol adatbázisához fordulnak. S ha a keresett személy nevét nem találják, a pályázatot „nem elbírálható” kategóriában olvasatlanul elutasítják.
Az Országos Doktori Jegyzék elképesztő statisztikával rendelkezik. Kiderül belőle, hogy a Zrínyi Miklós Nemzetvédelmi Egyetemen mindenki summa cum laude doktorált, s a Pázmány Péter Katolikus Egyetemen eddig csak öten doktoráltak. Ez azért is érdekes, mert a teljes professzori kar korábban megszerzett STD (latin: Sacrae Theologiae Doctor) címét saját hatáskörben ismerték el PhD fokozatnak – s ez már önmagában jóval több, mint öt.

## Külső hivatkozások
- Internetes doktori jegyzék indult